# Nangkita
Nangkita är en ort i Australien. Den ligger i kommunen Alexandrina och delstaten South Australia, omkring 47 kilometer söder om delstatshuvudstaden Adelaide.
Närmaste större samhälle är McLaren Vale, omkring 19 kilometer nordväst om Nangkita. 
Trakten runt Nangkita består till största delen av jordbruksmark. Runt Nangkita är det glesbefolkat, med 12 invånare per kvadratkilometer. Genomsnittlig årsnederbörd är 729 millimeter. Den regnigaste månaden är juni, med i genomsnitt 133 mm nederbörd, och den torraste är december, med 21 mm nederbörd.